# Богомилці
Богоми́лці (болг. Богомилци) — село в Разградській області Болгарії. Входить до складу общини Самуїл.

## Населення
За даними перепису населення 2011 року у селі проживали 277 осіб, з них 271 особа (99,6%) — турки.
Розподіл населення за віком у 2011 році:
Динаміка населення: